# Bogy
Bogy är en kommun i departementet Ardèche i regionen Auvergne-Rhône-Alpes i sydöstra Frankrike. Kommunen ligger  i kantonen Serrières som ligger i arrondissementet Tournon-sur-Rhône. År 2022 hade Bogy 471 invånare.

## Befolkningsutveckling
Antalet invånare i kommunen Bogy
Referens: INSEE